# 安德列斯·科果夫賽克
安德列斯·科果夫賽克（1974年1月7日—）是一名阿根廷手球運動員，曾代表國家參加2012年倫敦奧運的男子手球比賽，並未獲得獎牌。他也曾随队参加2011年泛美运动会，结果获得金牌。